# St. Michaelis (Pützlingen)

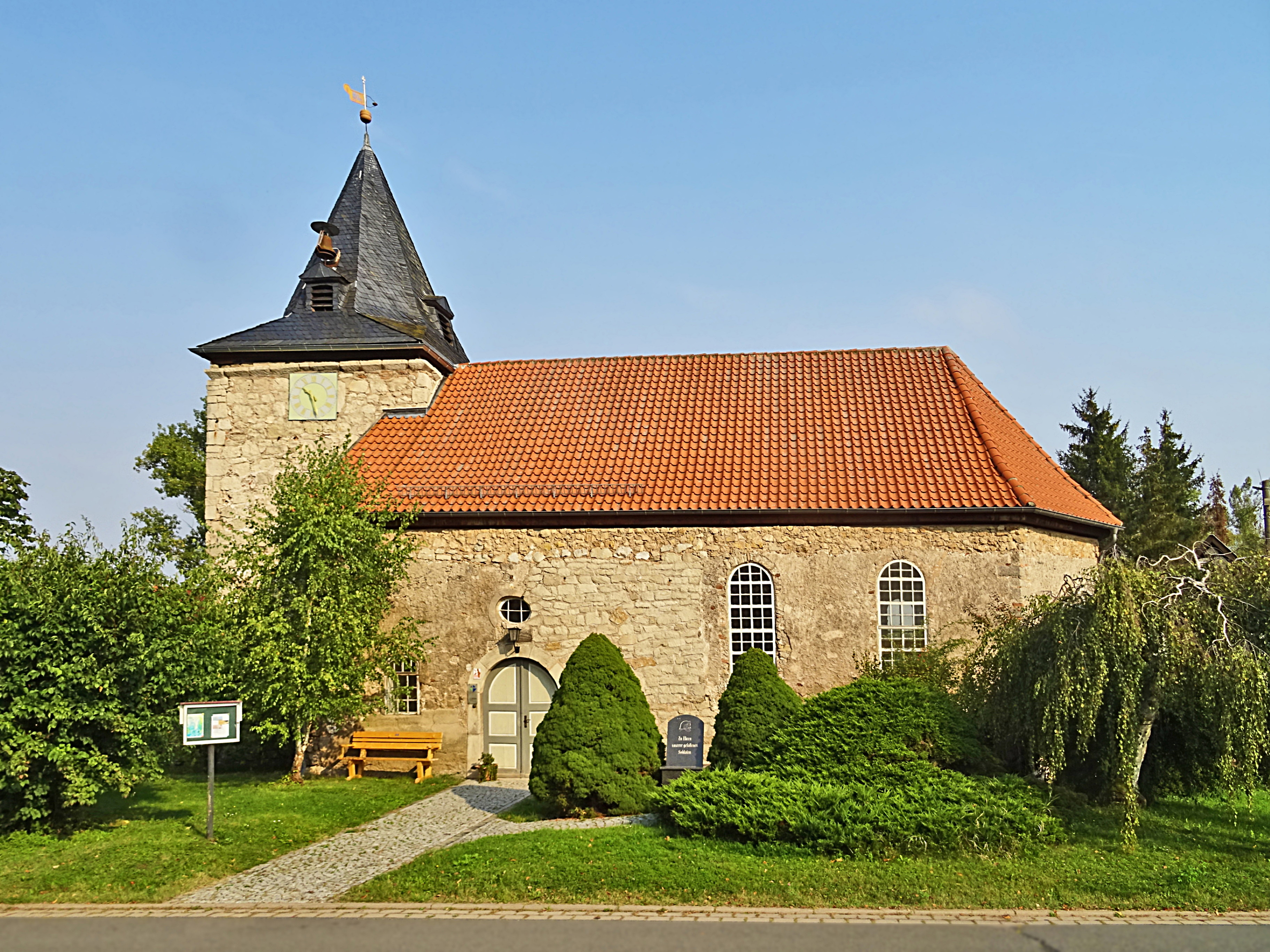
St. Michaelis

Die evangelisch-lutherische, denkmalgeschützte Dorfkirche St. Michaelis steht in Pützlingen, einem Ortsteil der Gemeinde Werther im Landkreis Nordhausen in Thüringen. Die Kirchengemeinde Pützlingen gehört zum Pfarrbereich Trebra im Kirchenkreis Südharz der Evangelischen Kirche in Mitteldeutschland.

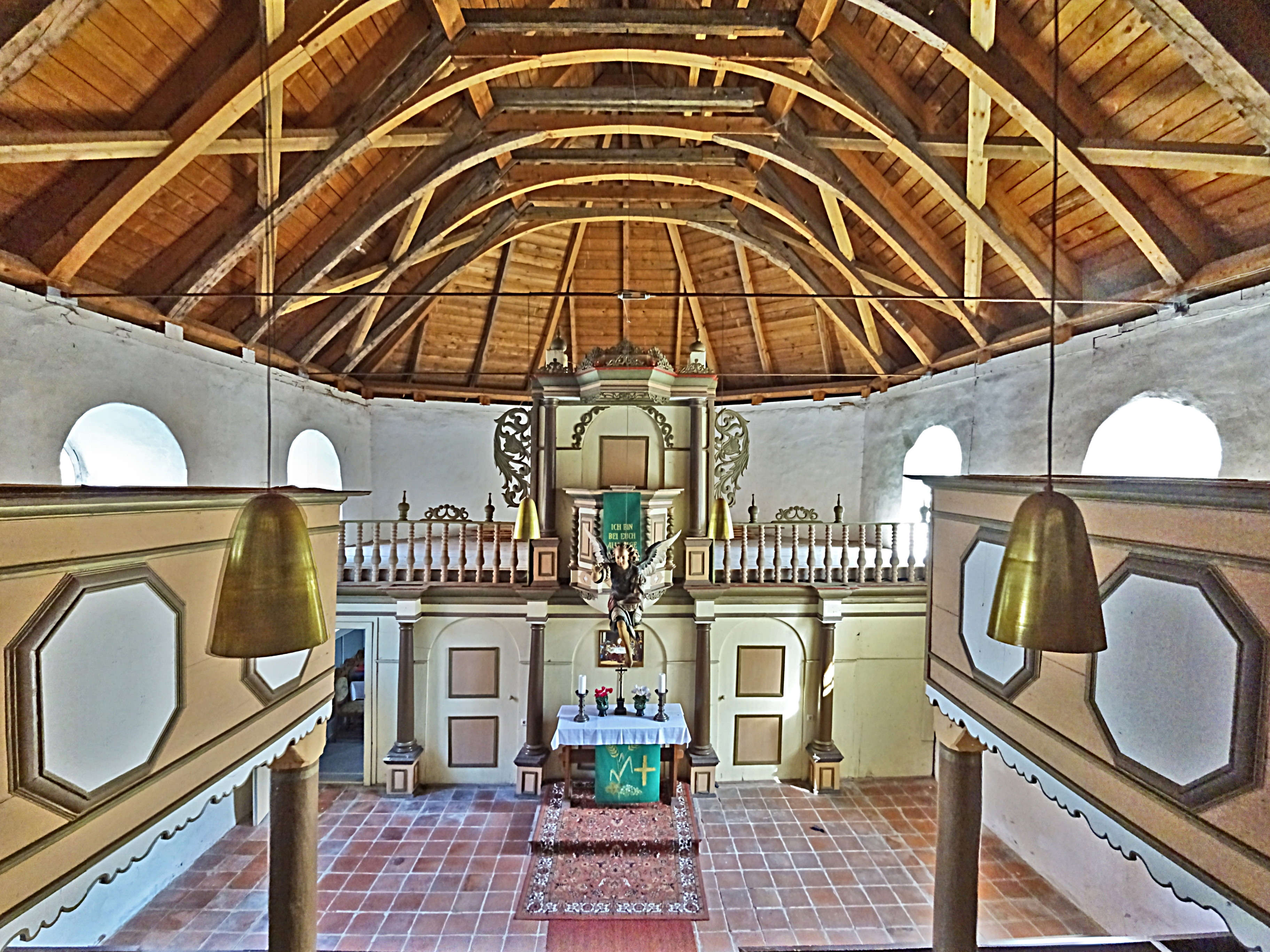
Innenansicht

## Beschreibung
Die aus Bruchsteinen bestehende Saalkirche wurde 1716 erbaut, die Jahreszahl geht aus einer Inschrift über dem Portal hervor. Sie hat einen eingezogenen Kirchturm im Westen und einen polygonalen Chor. Der quadratische Turm ist älter, nicht jedoch der spitze, oktogonale Helm. Das Kirchenschiff hat dreiseitige Emporen und ist mit einem hölzernen Tonnengewölbe überspannt.
Zur Kirchenausstattung gehören ein Kanzelaltar und ein Taufengel. Die Orgel mit 16 Registern, verteilt auf 2 Manuale und Pedal, wurde 1823 von Heinrich Deppée aus Nordhausen gebaut, ist aber zurzeit nicht spielbar.
Im Turm arbeitet zuverlässig das Turmuhrwerk von J. F. Weule (Bockenem 1925). 